# Astracantha oleifolia
Astracantha oleifolia là một loài thực vật có hoa trong họ Đậu. Loài này được (DC.) Podlech miêu tả khoa học đầu tiên.